# 赤川景弘
赤川 景弘（あかがわ かげひろ）は、戦国時代の武将。織田氏の家臣。

## 略歴
『太閤記』では矢島六人衆の1人とされているが不明。天文7月25日付けで、東脇・大瀬古の礼銭を指示した書状を発給しているが、これは佐久間信盛、村井貞勝、島田秀満との連名であることからして、高い地位の家臣であったと考えられる。
『寛永諸家系図伝』には子として、坂井成利（下総守）の記載があるが、『太閤記』には岡田長門守家臣の赤川惣左衛門という人物が記載されており、坂井下総守弟と記載されている。